# Växjö Norra IF
Växjö Norra IF, i dagligt tal kallat ”Norra”, bildad 1939, är en idrottsförening i Växjö.
I fotboll (sporten som klubben är mest kända för) har klubben spelat flera säsonger i Sveriges tredjedivision på sin hemmaplan Åbo IP, placerad intill statsdelen Högstorp. Säsongen 2025 spelar laget i division 2 efter serieseger i division 3 sydöstra Götaland 2024. Man har även åter ett damlag i spel för första gången på flera år. Genom åren har föreningen producerat många duktiga spelare, bland annat: Emin Nouri Kalmar FF, Stefan Karlsson Östers IF, Månz Berg Östers IF och Filip Örnblom Ängelholms FF. Säsongen 2023 hade Växjö Norra två seniorlag, ett A-lag i division 3 och en systerförening i division 5, tredje året efter uppstarten 2021. 
Växjö Norra har även fostrat flera kända tränare genom åren. Nanne Bergstrand, Jörgen Lennartsson samt Johannes Petersson har samtliga Växjö Norra IF som moderklubb. Dessa tre är eller har varit tränare i svensk elitfotboll. 
Laget tränas 2025 av Gustaf Lundholm, Jonathan Mattsson, Mathias Borg (Johansson) och Erdogan Kadri. 
Klubbchef och sportchef är Dilovan Tercan.  
Man har också haft skid- och motionsidrottssektioner.

## Ordförande
- 1939–1943, 1946: Arvid Karlman
- 1944, 1953–1961, 1963–1966, 1969–1972: Börje Magnusson
- 1945: C-W Appelqvist
- 1947–1950: Lars Wiberg
- 1951–1952: Sune Widebring
- 1962: Göran Bäckman
- 1967–1968: Lennart Kidvik
- 1973–1986, 1988–1989: Åke Sjöquist
- 1987: Göran Borg
- 1988–1989: Arvid Rosell
- 1990–1995, 2000–2003: Nils-Göran Holmqvist
- 1996–1997: Roger Hasanov
- 1998: Mats Norén
- 1999: David Styrell
- 2005–2012: Ola Landström
- 2012-2018: Magnus Hultin
- 2018- Magnus Titusson[2]

## Tränarstaben 2025[3]
Källa:
| Roll                 | Namn                     | Ålder |
| -------------------- | ------------------------ | ----- |
| Huvudtränare         | Gustaf Lundholm          | 34    |
| Assisterande tränare | Jonathan Mattsson        | 28    |
| Assisterande tränare | Mathias Borg (Johansson) | 51    |
| Målvaktstränare      | Erdogan Kadri            | 33    |
| Sportchef            | Dilovan Tercan           | 28    |
| Lagledare            | Marco Mazzeo             | 63    |